# Jabbastygnus huttorum
Genre
Espèce
Jabbastygnus huttorum, unique représentant du genre Jabbastygnus, est une espèce d'opilions laniatores de la famille des Stygnidae.

## Distribution
Cette espèce est endémique du département de Boyacá en Colombie. Elle se rencontre vers Chíquiza et Villa de Leyva.

## Description
La carapace du mâle holotype mesure 1,7 mm de long sur 2,4 mm et l'abdomen 1,9 mm de long sur 2,7 mm.

## Étymologie
Ce genre et cette espèce sont nommés en référence à Jabba le Hutt.

## Publication originale
- Kury & Villarreal, 2015 : « The prickly blade mapped: establishing homologies and a chaetotaxy for macrosetae of penis ventral plate in Gonyleptoidea (Arachnida, Opiliones, Laniatores). » Zoological Journal of the Linnean Society, vol. 174, no 1, p. 1–46.